# تانکولونگا
تانکولونگا شهری در شهرستان زیمتنگا در استان بام در بورکینافاسوی شمالی است و جمعیت آن ۲۸۹ نفر است.